# Mary Fairchild
Mary Louise Fairchild, née à New Haven (Connecticut) en 1858 et morte en 1946, est une peintre américaine, portraitiste et paysagiste.

## Biographie
Mary Fairchild étudie à l'école d'art de Saint-Louis, où elle bénéficie d'une bourse de trois ans, puis à l'académie Julian à Paris, où elle est l'élève de Carolus-Duran. Elle bénéficie aussi de l'enseignement de Tony Robert-Fleury.
En 1888, elle épouse le peintre et sculpteur Frederick William MacMonnies, dont elle divorce en 1908, avant d'épouser, un an plus tard, le peintre Will Hicok Low (élève de Gérôme et de Carolus-Duran).
À partir de 1890, elle fait de fréquents séjours à Giverny, où elle côtoie ses compatriotes. Elle vit quelque temps aux Andelys. Elle peint des nus et des paysages ou des scènes de genre de plein air, ainsi que des portraits avec de délicats accessoires. Elle gagne une médaille d'or en 1903 et en 1911 à Rouen, ainsi qu'à Dresde en 1902 et à Marseille en 1905. La Society of American Artists lui remet le prix Julia Shaw en 1902, et elle devient membre de la National Academy of Design. On considère que Mary Fairchild se rattache au mouvement impressionniste américain.

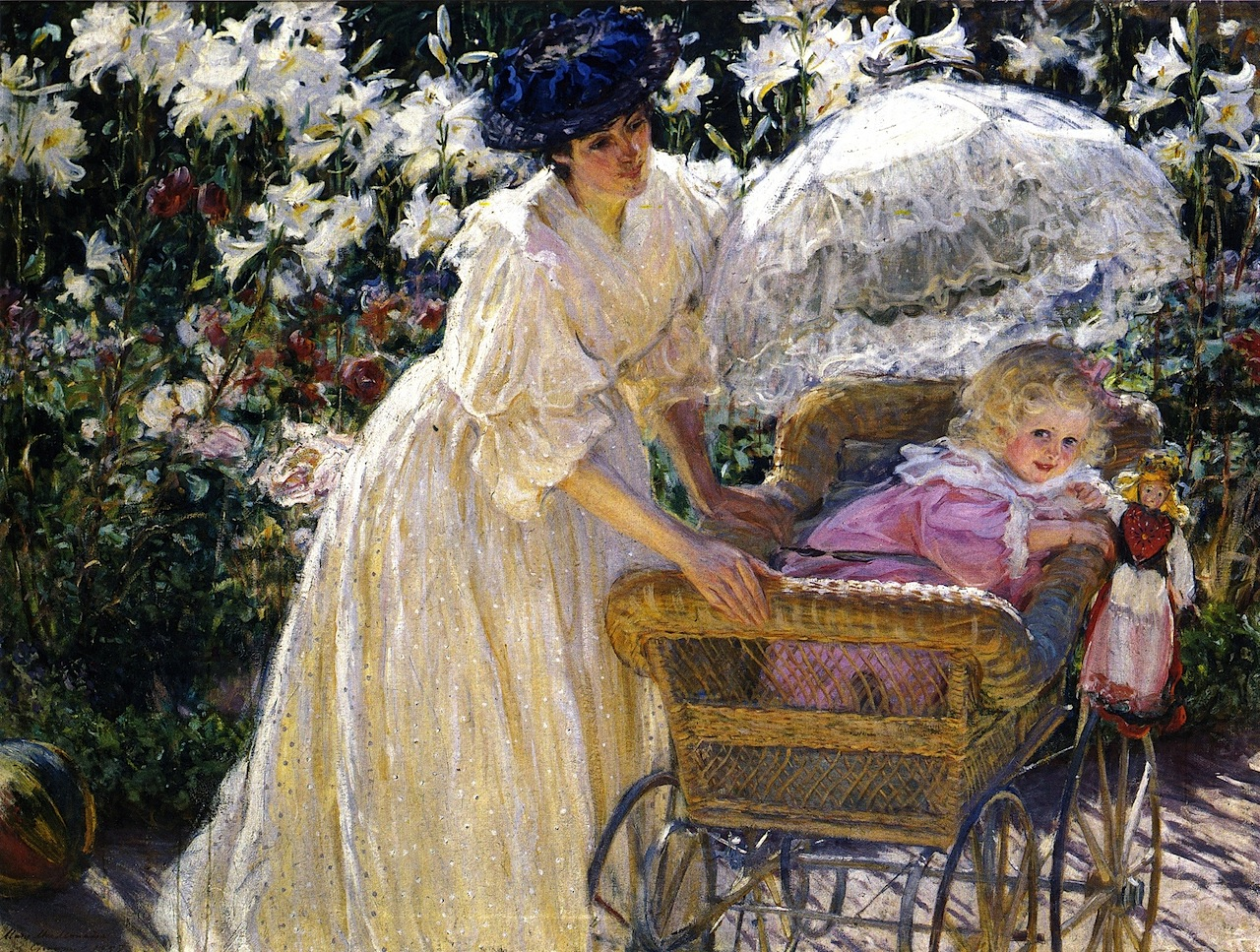
Roses et lys (1897) Musée des beaux-arts de Rouen

On peut voir certaines de ses toiles au musée des beaux-arts de Rouen, comme Roses et lys exécuté en 1897, où elle se représente avec sa fille, Berthe-Hélène, alors âgée de deux ans. Il s'agit d'une œuvre importante de Mary Louis Fairchild, qui remporte notamment une médaille d'or à l'Exposition universelle de 1900. La Ville de Rouen achète Roses et lys en 1903 à l'occasion du Salon municipal où le tableau est exposé. 
Le musée de Vernon en Normandie possède également depuis 2022 une de ses œuvres : Effet de vague. Vue du Mont-Saint-Michel. 

## Notes et références

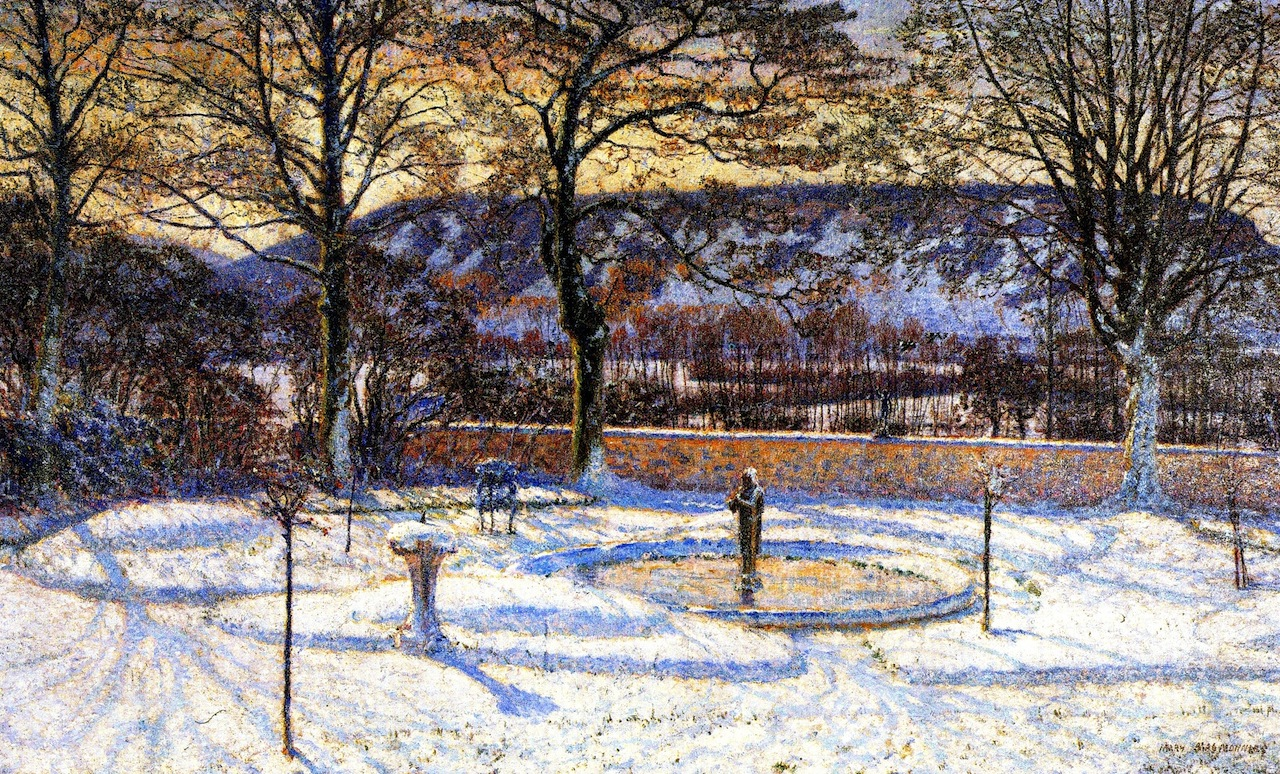
Jardin d'hiver à Giverny, vers 1902. Musée Alphonse-Georges-Poulain, Vernon